# Tomoko Yoshida
Tomoko Yoshida (en japonés: 吉田 知子)  de su verdadero nombre  Tomoko Kira (吉良 知子, Hamamatsu, 6 de febrero de 1934) escritora japonesa.
Estudió economía en la Universidad Nacional Femenina de Nagoya y creció en Shinkyō (actual Changchun) – capital de Manchukuo. Tras la Segunda Guerra Mundial, residió en Toyohara (hoy día Ioujno-Sakhalinsk) y regresó a Japón en 1947, donde trabajó como profesora de secundaria en Hamamatsu y para las publicaciones Ise Shimbun, Gomu (ゴム) y Fabeln, Parabeln (寓話).

## Premios
- 1970 Premio Akutagawa,  Mumyōjōya (無明長夜)
- 1985 Premio de literatura femenina, Manshū wa shiranai (満洲は知らない)
- 1992 Premio Kawabata, Osonae (お供え)
- 1998 Premio Kyōka Izumi,  Hako no tsuma (箱の夫)

## Obra (selección)
- 1970 Mumyōjōya (無明長夜)
- 1971 Iki mono tachi (生きものたち)
- 1971 Yoshida Tomoko sakuhin sen (吉田知子作品選)
- 1974 Neko no me, onna no me (猫の目、女の目)
- 1979 Inu no kōfuku (犬の幸福)
- 1980 Chichi no haka (父の墓)
- 1981 Watashi no ai no monogatari (わたしの恋の物語)
- 1985 Manshū wa shiranai (満洲は知らない)
- 1985 Kamo (鴨)
- 1993 Osonae (お供え)
- 1996 Sennen ōrai (千年往来)
- 1998 Hako no tsuma (箱の夫)
- 2003 Nihon nanmin (日本難民)